# 2014년 넥센 히어로즈 시즌
2014년 넥센 히어로즈 시즌은 KBO 리그에서 염경엽 감독이 이끄는 프로 구단 넥센 히어로즈의 2014년 시즌을 일컫는다.

## 타이틀
- 미스터올스타: 박병호
- 올스타 선발: 박병호 (1루수), 서건창 (2루수), 강정호 (유격수)
- 올스타전 추천선수: 밴헤켄, 한현희, 허도환
- 컴투스프로야구2022 타이틀홀더 라인업: 서건창 (2루수), 강정호 (유격수)
- 컴투스프로야구 내일은 MVP 라인업: 서건창 (2루수)
- 컴투스프로야구 10년대 올스타: 서건창 (2루수)
- 컴투스프로야구 선정 신고선수 출신 스타 선수: 허도환
- 컴투스프로야구 선정 메이저리거 라인업: 강정호
- 커브 타율: 이택근 (0.487)
- 소화 포지션 수: 서동욱 (8)

### 퓨처스리그
- 퓨처스 올스타: 윤영삼, 이해창, 임지열, 김광영

## 선수단
- 선발투수: 밴헤켄, 소사, 문성현, 오주원, 나이트, 금민철, 하영민
- 구원투수: 한현희, 조상우, 마정길, 김대우, 송신영, 박성훈, 이상민, 장시환, 이정훈, 김세현, 강리호
- 마무리투수: 손승락, 김태훈, 배힘찬, 윤영삼
- 포수: 박동원, 임태준, 허도환
- 1루수: 박병호, 서동욱
- 2루수: 서건창
- 유격수: 강정호, 김하성, 김지수
- 3루수: 김민성, 윤석민
- 좌익수: 로티노, 문우람, 박헌도, 유재신, 오윤, 고종욱
- 중견수: 이택근
- 우익수: 유한준, 강지광
- 지명타자: 안태영, 이성열, 홍성갑

## 시즌전

### 신인지명회의
| 순번     | 성명   |
| -------- | ------ |
| 1차      | 임병욱 |
| 2차 4번  | 하영민 |
| 2차 17번 | 임지열 |
| 2차 24번 | 김하성 |
| 2차 37번 | 구자형 |
| 2차 44번 | 박병훈 |
| 2차 57번 | 이용하 |
| 2차 64번 | 김광영 |
| 2차 77번 | 송현우 |
| 2차 84번 | 이재림 |
| 2차 97번 | 김윤환 |

### 외국인 영입
11월 25일 외국인 교체없이 기존투수 (브랜든 나이트, 앤디 밴 헤켄)과 제계약 했다. 12승10패 평균자책점 4.43 나이트의 경우 총액 46만달러에, 12승 10패 평균자책점 3.73 밴헤켄의 경우 총액 38만달러에 계약했다. 그후 KBO가 12월 10일 외국인 보유한도를 2명에서 3명으로 늘어나고, 한 포지션에 보유인원 전원 등록 불가로, 유틸리티 플레이어(주로 외야수)인 비니 로티노를 총액 30만달러에 영입했다. 저번 시즌 오릭스 버팔로스에 이적해 2군 52경기에 출전, 7홈런 33타점 타율 0.356을 기록했다.

### FA및 연봉협상
FA
연봉협상

### 2차 드래프트 및 트레이드
| 유형     | 날짜       | 선수   | 이전 | 이동 |
| -------- | ---------- | ------ | ---- | ---- |
| 트레이드 | 2013.11.26 | 장민석 | 넥센 | 두산 |
| 트레이드 | 2013.11.26 | 윤석민 | 두산 | 넥센 |

## 시즌 기록

### 팀 기록
| 연도 | 감독   | 경기 | 승리 | 무승부 | 패전 | 승률  | 타율  | 안타 | 홈런 | 도루 | 득점 | 실점 | 평균자책점 | 순위 |
| 2014 | 염경엽 | 128  | 78   | 2      | 48   | 0.619 | 0.298 | 1323 | 199  | 100  | 841  | 716  | 5.25       | 2    |
| ---- | ------ | ---- | ---- | ------ | ---- | ----- | ----- | ---- | ---- | ---- | ---- | ---- | ---------- | ---- |

- 팀 출루율 0.382, 팀 장타율 0.509로 두 부문 모두 KBO 사상 최고 기록을 달성했다.

### 개인 최고 기록
| 타이틀     | 연도 | 성명           | 기록  | 비고           |
| ---------- | ---- | -------------- | ----- | -------------- |
| 평균자책점 | 2014 | 밴헤켄         | 3.51  |                |
| 승률       | 2014 | 소사           | 0.833 |                |
| 다승       | 2014 | 밴헤켄         | 20    |                |
| 선발등판   | 2014 | 밴헤켄         | 31    |                |
| 완투       | 2014 | 없음           | 0     |                |
| 완봉       | 2014 | 없음           | 0     |                |
| 패전       | 2014 | 밴헤켄, 오주원 | 6     |                |
| 세이브     | 2014 | 손승락         | 32    |                |
| 탈삼진     | 2014 | 밴헤켄         | 178   |                |
| 홀드       | 2014 | 한현희         | 31    |                |
| 이닝       | 2014 | 밴헤켄         | 187   |                |
| 출장       | 2014 | 서건창, 박병호 | 128   | 전 경기 출장   |
| 타율       | 2014 | 서건창         | 0.370 |                |
| 홈런       | 2014 | 박병호         | 52    |                |
| 타점       | 2014 | 박병호         | 124   |                |
| 득점       | 2014 | 서건창         | 135   | 역대 최고 기록 |
| 안타       | 2014 | 서건창         | 201   | 역대 최고 기록 |
| 2루타      | 2014 | 서건창         | 41    |                |
| 3루타      | 2014 | 서건창         | 17    | 역대 최고 기록 |
| 출루율     | 2014 | 강정호         | 0.459 |                |
| 장타율     | 2014 | 강정호         | 0.739 |                |
| 볼넷       | 2014 | 박병호         | 96    |                |
| 사구       | 2014 | 이택근, 강정호 | 13    |                |
| 도루       | 2014 | 서건창         | 48    |                |
| 병살타     | 2014 | 박병호         | 13    |                |
| 희생타     | 2014 | 이택근         | 22    |                |
| WAR        | 2014 | 강정호         | 8.05  |                |
| OPS        | 2014 | 강정호         | 1.198 |                |

## 시즌후

### 시상식
| 타이틀                              | 연도 | 성명   | 기록  | 비고     |
| ----------------------------------- | ---- | ------ | ----- | -------- |
| MVP                                 | 2014 | 서건창 |       |          |
| 득점왕                              | 2014 | 서건창 | 135   |          |
| 최다안타왕                          | 2014 | 서건창 | 201   |          |
| 세이브왕                            | 2014 | 손승락 | 32    |          |
| 홀드왕                              | 2014 | 한현희 | 31    |          |
| 승률왕                              | 2014 | 소사   | 0.833 | 10승 2패 |
| 동아스포츠대상 프로야구 올해의 선수 | 2014 | 서건창 |       |          |

### 골든글러브
| 포지션 | 연도 | 성명   | 득표  | 득표율        |
| ------ | ---- | ------ | ----- | ------------- |
| 투수   | 2014 | 밴헤켄 | 278표 | 86.6%         |
| 1루수  | 2014 | 박병호 | 279표 | 86.9%         |
| 2루수  | 2014 | 서건창 | 292표 | 91%           |
| 유격수 | 2014 | 강정호 | 305표 | 95%(득표 1위) |

## 여담
- 2군 홈구장으로 화성 히어로즈 베이스볼 파크를 사용하게 됨에 따라 2군 이름을 '화성 히어로즈'로 바꿔 1군과 2군의 구단명이 다른 KBO 리그 최초의 사례가 되었다.
- 서건창은 전반기 3루타 11개로 KBO 리그 단일 시즌 전반기 최다 기록을 세웠다.
- 강리호는 후반기 9이닝 당 27개의 홈런을 허용하여 2013년 이후 KBO 리그 단일 시즌 후반기 최다 기록을 세웠다.
- 서동욱은 이 시즌에 중견수를 제외한 모든 수비 포지션을 소화했다.
- 로티노는 이 시즌 총 12경기에 포수로 출전하여 KBO 리그 역대 외국인 선수 중 단일 시즌 포수 최다 출전 기록을 세웠다.
- 밴헤켄은 평균자책점 3.51, 20승을 기록하여 KBO 리그 역대 단일 시즌 20승 투수 중 해당 시즌에 가장 높은 평균자책점을 기록한 선수가 되었다.
- 박병호는 솔로 홈런 31개로 2013년 이후 규정 타석 충족 타자 중 KBO 리그 단일 시즌 최다 기록을 세웠다.
- 서건창은 3루 도루 실패 4회로 2013년 이후 단일 시즌 최다 기록을 세웠다.
- 서건창은 상대의 포일 사이 총 4회 진루하여 2013년 이후 KBO 리그 단일 시즌 최다 기록을 세웠다.
- 강정호는 좌측 타구 타율 0.667, 당겨친 타구 타율 0.535로 2013년 이후 규정 타석 충족 타자 중 단일 시즌 최고 기록을 세웠다.
- 강정호는 시즌 종료 후 메이저리그에 진출하여 구단 사상 첫 메이저리거가 되었다.
- 팀은 출루율 0.382, 장타율 0.509, OPS 0.891, R/ePA 0.165로 단일 시즌 팀 최고 출루율, 최고 장타율, 최고 OPS, 최고 R/ePA 기록을 세웠다.
- 서동욱은 이 시즌 투수, 중견수를 제외한 수비 전 포지션을 소화했다.
- 강정호, 서건창, 박병호는 이 시즌 KBO 리그 야수 WAR 1~3위였는데, 야수 WAR 1~3위가 한 팀에서 나온 건 이때가 처음이다.
- 밴헤켄은 포크볼 구종가치 27.1로 2013년 이후 KBO 리그 역대 단일 시즌 최고 기록을 세웠다.
- 밴헤켄은 포크볼 1237구를 던져 2013년 이후 KBO 리그 역대 단일 시즌 최다 기록을 세웠다.
- 소사는 싱커 평균 153km/h로 2013년 이후 KBO 리그 역대 단일 시즌 최고 기록을 세웠다.
- 서건창은 주자로서 득점할 확률 44.6%로 2013년 이후 규정 타석 충족 타자 중 KBO 리그 역대 단일 시즌 최고 기록을 세웠다.
- 이택근은 커브 타율 0.487로 2013년 이후 규정 타석 충족 타자 중 단일 시즌 최고 기록을 세웠다.
- 김하성은 이 시즌까지 홈스틸 실패 2회, 더블스틸 실패 1회를 기록하여 2013년 이후 KBO 리그 10대 타자 통산 최고 기록을 세웠다.
- 하영민은 이 시즌까지 통산 견제 아웃 3회를 기록하여 2013년 이후 KBO 리그 역대 10대 투수 최다 기록을 세웠다.

## 같이 보기
- 2018년 넥센 히어로즈 시즌
- 2019년 키움 히어로즈 시즌